# Philipp von Pestel

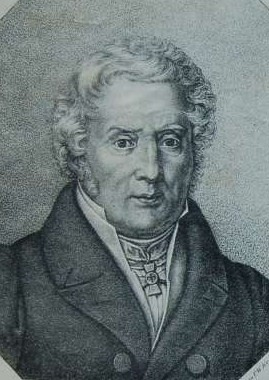
Philipp v. Pestel (1834)

Philipp Pestel (seit 1786/87 von Pestel) (* 11. Oktober 1767 in Minden; † 9. Juli 1835 auf Haus Unterbach) war ein Beamter zunächst in preußischen Diensten, dann in Diensten des Königreichs Westphalen und später wieder in preußischen Diensten. Zuletzt war er Oberpräsident der Rheinprovinz.

## Leben
Er war Sohn von Carl Philipp Pestel († 1791) und der Johanna von Kotzebue. Der Vater war königlich preußischer Kriegs-, Steuer- und Domänenrat in Minden und wurde am 20. November 1786 mit Diplom vom 3. Januar 1787 in Berlin in den preußischen Adelsstand erhoben.
Pestel war von 1792 bis 1807 Kriegs- und Domänenrat in Paderborn und Minden. Nach der Gründung des Königreichs Westphalen war er 1808 Präfekt des Departement der Weser. Danach war er Generalintendant des öffentlichen Schatzes des Königreichs.
Nach den Befreiungskriegen war Pestel 1814 zunächst Krieg- und Domänenrat und Direktor des Gouvernementsrates des Generalgouvernements Berg. Am 3. Juli 1815 wurde er zum Geheimen Kriegsrat ernannt und wurde preußischer Organisationskommissar für das Moselgebiet in Koblenz. Am 10. Januar 1816 wurde er dann Organisationskommissar für den Regierungsbezirk Düsseldorf. Zwischen 1816 und 1831 amtierte Pestel als Regierungspräsident in Düsseldorf. Zwischen 1831 und 1834 war er Oberpräsident der Rheinprovinz.
Von 1829 bis 1831 war er Gründungsvorsitzender des Kunstverein für die Rheinlande und Westfalen.
Als Erbe für Haus Unterbach setzte er Philipp Wilhelm Hans von Klitzing ein.